# أوريغامي

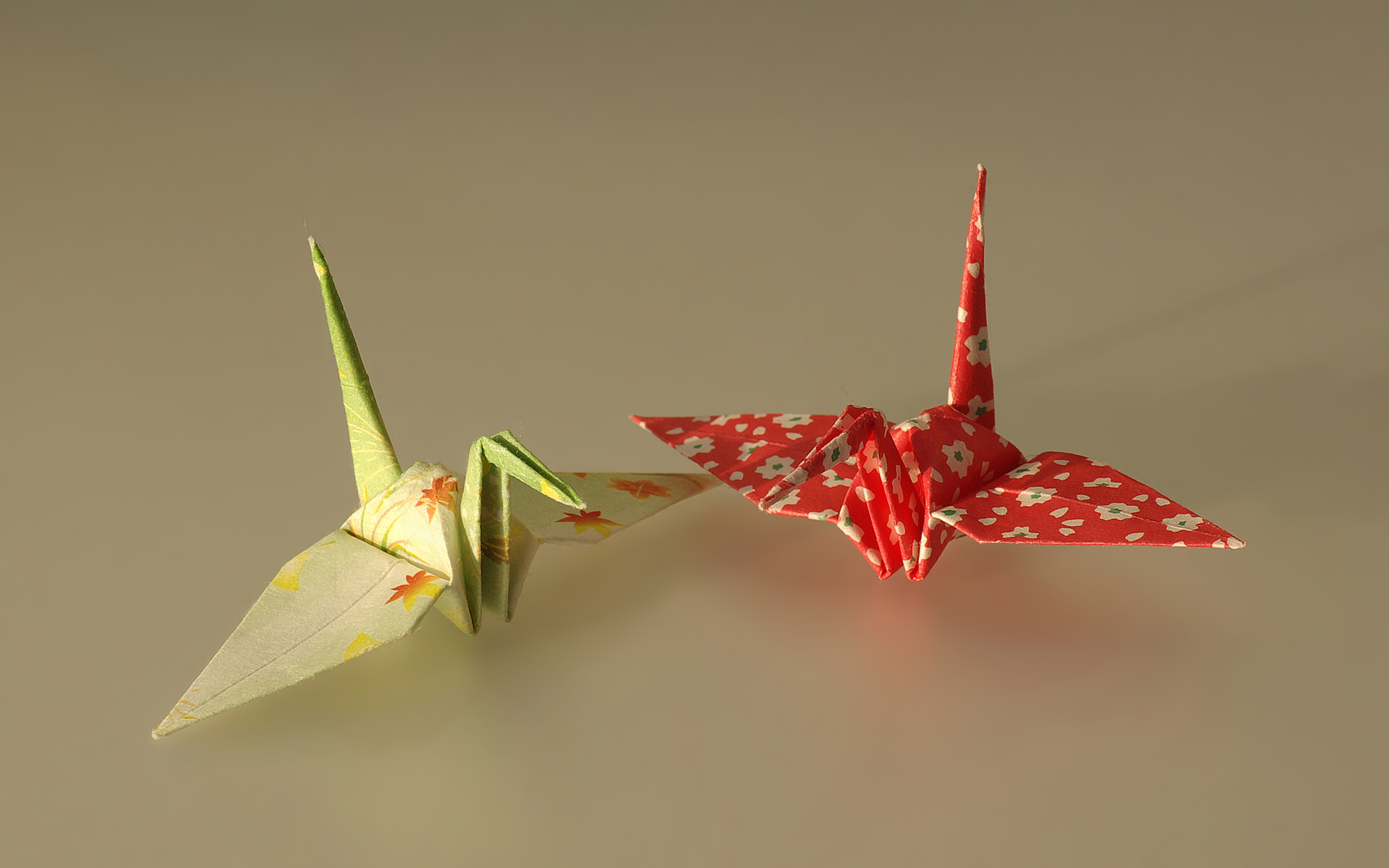
طائر الكركي بفن الطي الأوريغامي

فن طي الورق أو الأُرِكامي أو الأوريغامي (باليابانية: 折り紙؛ من أوري-Ori ومعناه الطي، والغامي-kami معناه الورق) هو فن طي الورق والذي كثيراً ما يرتبط بالثقافة اليابانية. الاستخدام الحديث لكلمة «أوريغامي» هي كمصطلح شامل لجميع ممارسات الطي بغض النظر عن ثقافتها الأصلي، الهدف منها هو تحويل ورقة مسطحة إلى الشكل النهائي من خلال تقنيات النحت والطي. لا يشجع ممارسو الأوريغامي استخدام القص واللصق أو عمل أي علامات على الورق عامة. يستخدم حريفو الورق الأوريغامي غالباً الكلمة اليابانية الكيريغامي للإشارة إلى التصميم الذي يستخدم القص، على الرغم من أن القص هو سمة من سمات الصناعات الورقية الصينية.
يمكن جمع عدد قليل من طيات الأوريغامي الأساسية بطرق مختلفة لصنع تصاميم معقدة، ويمكن طي الورق ليكون مجسما ويعد طائر الكركي والبطريق أحد أكثر الأشكال شهرة في فن طي الورق الياباني. بشكل عام، هذه النماذج تبدأ بورقة مربعة والتي يمكن أن تكون جوانبها بألوان وأشكال وأنماط مختلفة، يعتبر الأوريغامي الياباني والذي تم ممارسته منذ عصر الإيدو (1603 - 1867) أقل صرامة في هذه القوانين، وأحياناً يستخدم قص الورق أو يبدأ بورقة ليست مربعة، تستخدم مبادئ الأوريغامي أيضاً في التعبئة والتغليف وبعض التطبيقات الهندسية الأخرى وأيضاً في الفضاء حيث تستخدمها وكالة ناسا الأمريكية في صنع المركبات الفضائية.

## التاريخ
نشأت تقاليد طي ورق متميزة في أوروبا والصين واليابان والتي لم يتم توثيقها غالباً بشكل جيد من قبل المؤرخين، وكان يبدو في معظمها أنها كانت منفصلة حتى القرن العشرين.في الصين، تشمل الجنازات التقليدية غالباً حرق ورقة مطوية والتي تمثل قطعة من الذهب. يعود تاريخ ممارسة حرق الورق الممثل بدلاً من الخشب أو الطين المقلد إلى أسرة السونغ (905-1125 ق.م)، على الرغم من أنه لايعرف الكثير عنها. تم حظر ممارسات الجنائز التقليدية خلال الثورة الثقافية الصينية، لذلك معظم ما نعرفه عن طي الأوراق الصيني يأتي من استمرار هذه الممارسات في العصر الحديث في تايوان.
في اليابان، أقدم إشارة لا لبس فيها لنموذج من الورق في قصيدة قصيرة لإيهارا سايكاكو Ihara Saikaku في عام 1680 والتي يذكر فيها تصميم الفراشة التقليدية المستخدمة أثناء حفلات الزفاف الشنتوية. شغل الطي بعض الوظائف الاحتفالية في فترة إيدو الثقافية اليابانية، كانت (النوشي-noshi) تعلق على الهدايا والتي تشبه غلى حد كبير بطاقات المعايدة المستخدمة اليوم. وتطورت هذه إلى شكل من أشكال الترفيه، وأول كتابين تعليميين نشرا في اليابان كانا ترفيهيين.
في أوروبا، كان هناك نوع متطور من طي المناديل والذي ازدهر خلال القرنين 17 و18. بعد هذه الفترة قل هذا النوع ونسي معظمه، ونسب المؤرخ جوان سالاس Joan Sallas ذلك إلى بداية الخزف الذي حل محل طي المناديل المعقد باعتباره رمزاً لمكانة النبلاء على مائدة العشاء، ومع ذلك، بعض التقنيات والقواعد المرتبطة بهذا التقليد واصلت لتكون جزءاً من الثقافة الأوروبية. كان الطي جزءً كبيراً من طريقة فريدريك فوربس Friedrich Froebel ، والتصاميم التي نشرت والتي لها علاقة مع منهجه مشابهة في الأسلوب لطي المناديل.

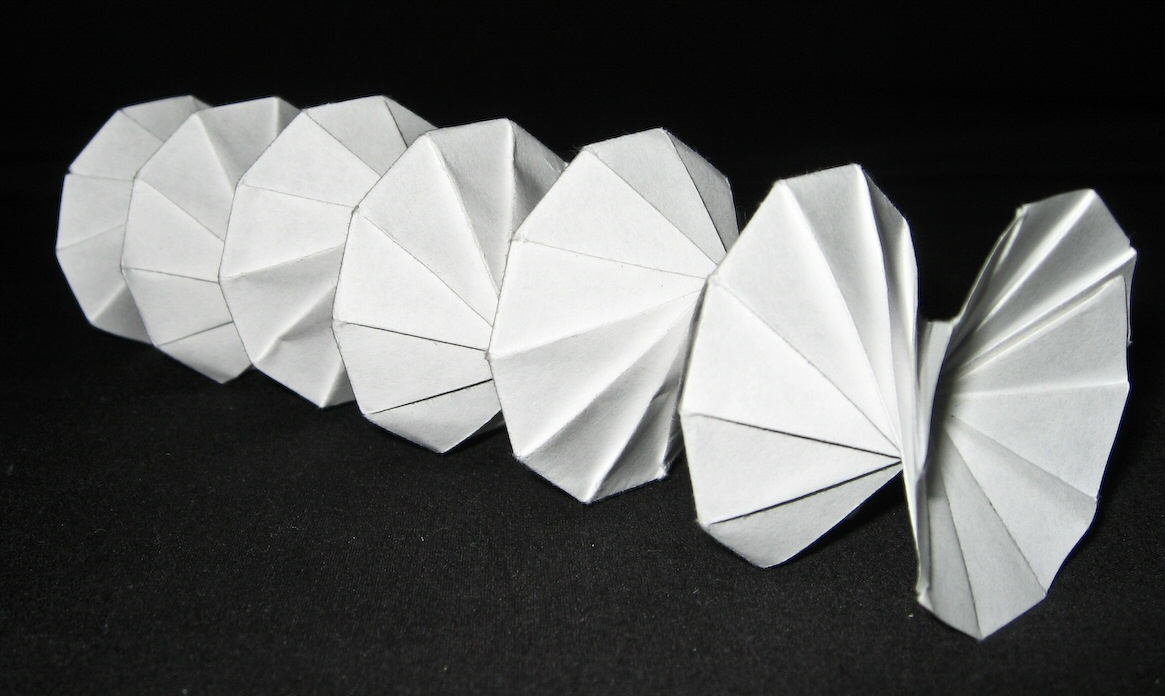
زنبرك متحرك, صممت من قبل بينون جيف، من قطعة واحدة مستطيلة من الورق.

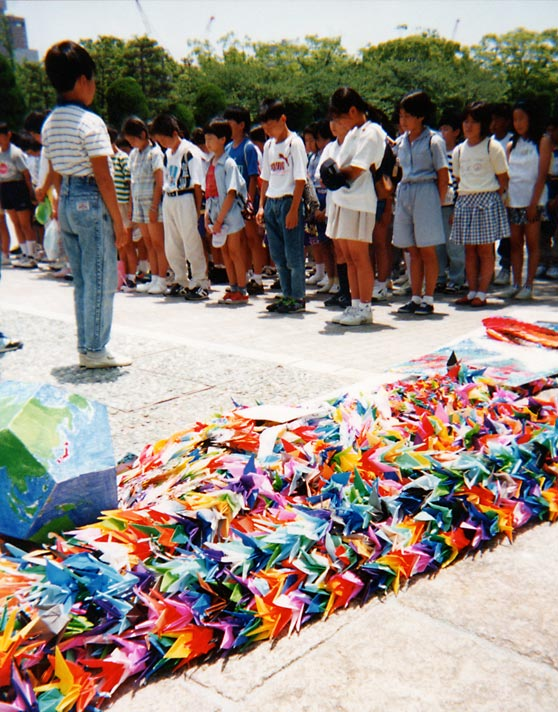
أطفال مدارس يابانية + أوريغامي

عندما فتحت اليابان حدودها في العام 1860، كجزء من إستراتيجية التحديث فإنها إستوردت نظام فوربس ومعه أفكار ألمانية حول طي الورق. وشمل هذا حظر القص والشكل المربع للورقة ذات اللونين للبدء بها. هذه الأفكار وبعض ماعرف في أوروبا تم دمجه في الثقافة اليابانية. ولكن قبل هذا، مصادر يابانية كانت تستخدم مجموعة متنوعة من الأشكال للبداية وغالباً تستخدم القص، وإذا كان فيها علامات أو أشكال فإنها تضاف بعد طي الشكل. في بداية 1900، بدأ أكيرا يوشيزاوا وكوشو يوجياما وآخرون بصنع وتسجيل أعمال الأوريغامي الأصلية. كان أكيرا يوشيزاوا بالأخص مسؤول عن عدد من الابتكارات مثل الطي الرطب ونظام تخطيط يوشيزاوا-راندلت وألهمت أعماله نهضة من أشكال الفن. خلال 1980، بدأ عدد من حريفو فن الأوريغامي بدراسة منهجية للخصائص الرياضية للأشكال المطوية مما أدى إلى زيادة سريعة في تعقيد نماذج الأوريغامي.

## التقنيات والمواد

### التقنيات
تبدأ العديد من كتب الأوريغامي بوصف التقنيات الأساسية في الأوريغامي التي تستخدم لبناء النماذج. وهي تشمل مخططات بسيطة للطيات الأساسية (folds) مثل طيات الوديان، الجبال، الثنيات، الطي العكسي، والمنخفضات. وهناك أيضاً أسس معيارة معروفة والتي تستخدم في مجموعة واسعة من النماذج. على سبيل المثال، قاعدة الطير والتي هي مرحلة وسيطة في بناء الطير المرفرف. وقواعد إضافية أساسية (قاعدة المربع) قاعدة السمك، وقاعدة الضفدع.

### أوراق الأوريغامي
تقريباً أي صفحة (مسطحة) يمكن أن تستخدم للطي. الشرط الوحيد هو أنها يمكن أن تحتفظ بالثني. أوراق الأوريغامي- غالباً مايشار لها باسم «كامي-kami» (الورق باليابانية)- تباع على شكل مربعات بأحجام وأشكال مختلفة تتراوح بين 25 سم (10إنش) أو أكثر. وفي الغالب تكون ملونة من جانب وبيضاء من الجانب الآخر، ومع ذلك توجد أوراق ملونة ومزخرفة من الجانبين ويمكن استخدامها بفاعلية للنماذج التي تتغير فيها الألوان. تزن أوراق الأوريغامي أقل قليلاً من أوراق النسخ وهذا مايجعلها مناسبة لمجموعة واسعة من النماذج.
تزن أوراق النسخ العادية حوالي 70-90 ويمكن استخدامها لطيات بسيطة مثل طائر الكركي. أما الأوراق الأثقل وزناً 19-24 أو أكثر يمكن أن تستخدم في الطي الرطب. وهذه التقنية يمكن أن تسمح بنحت أكثر للنموذج والتي تصبح جافة وقوية عندما تجف.
الأوراق المدعومة foil backed ، والتي يدل اسمها، هي ورقة من صفيحة رقيقة ملصقة بورقة رقيقة من الورق. ويرتبط بهذه الصفيحة، والتي يتم صنعها بإلصاق قطعة رقيقة من المناديل الورقية لألومنيوم المطبخ. قطعة ثانية من المناديل التي يمكن لصقها على الجانب العكسي لإنتاج سندويشة منديل\ألومنيوم\منديل. الورق المدعوم بالألومنيوم متاح تجارياً، لكن ليس منديل\ ألومنيوم ويجب صناعته يدوياً. كلا النوعين من مواد الألومنيوم مناسبة للنماذج المعقدة.
واشي 和紙 هي ورقة الأوريغامي التقليدية في اليابان. والآشي عموماً أكثر قسوة من الورقة العادية المصنوعة من لب الخشب وتستخدم في العديد من الفنون التقليدية. وعادة يصنع الآشي باستخدام ألياف من لحاء شجرةgampi وشجيرة mitsumata .أو ورقة التوت ولكن يمكن أيضاً أن تصنع باستخدام الخيزران والقنب والأرز والقمح.
أوراق الحرفيين مثل unryu, lokta, hanjigampi, kozo, saa, abaca لها ألياف طويلة وغالباً ماتكون قوية للغاية. كما أن هذه الأوراق مرنة للبدء بها وغالباً ماتكون مغلفة الظهر أو يتغير حجمها مع الميثنيل أو عجينة القمح قبل الطي. أيضاً، هذه الأوراق رقيقة للغاية وقابلة للانضغاط مما يسمح بضغط الأطراف (أراف رقيقة) كما هو الحال في الحشرات.
النقود الورقية من مختلف أنحتء البلدان مشهورة أيضاً لعمل الأوريغامي. وتعرف هذه بأوريغامي الدولارو أوريغامي المال.

## الأدوات
من الشائع الطوي باستخدام سطح مستو، لكن بعض الطاويين يفضلون القيام بالطي في الهواء من دون استخدام أي أدوات خاصة. يعتقد العديد من الطاويين أن لايجب استخدام أي أداة عند الطي. على الرغم من ذلك، يمكن استخدام بعض الأدوات التي يمكن أن تساعد خاصة في النماذج الأكثر تعقيداً. على سبيل المثال، عند طي العظام لعمل ثنيات حادة في الورق، يمكن أن يستخدم مشبك الورق على أنه زوج إضافي من الأصابع، والملقط يمكن أن يستخدم لعمل الطيات الصغيرة. عند عمل نموذج معقد في الأوريغامي من أنماط الثنيات، نستطيع أن نستخدم مسطرة وقلم الحبر لعمل الثنيات. يمكن أن ترش النماذج المنتهية حتى تحتفظ بشلها بشكل أفضل، ونحتاج الرش عندما نستخدم الطي الرطب.

## الأنواع

### أوريغامي الآكشن
لايشمل الأوريغامي الحياة الساكنة فقط، هناك أيضاً الكائنات المتحركة: يمكن أن يتحرك الأوريغامي بطريقة ذكية. يشمل أوريغامي الآكشن أويجامي الأشياء الطائرة، الذي عند الانتهاء يستخدم الطاقة الحركية ليد الشخص، مطبقة على مناطق معينة من النموذج، لرفرفة الجناحين أو لتحريك طرف. ويجادل البعض، إذا توخينا الدقة، أن الأخيرة هي التي تعتبر أوريغامي آكشن في الحقيقة. أوريغامي الآكشن، الذي ظهر أولاً مع الطائر المرفرف في التقاليد اليابانية هو شائه جداً. أحد الأمثلة على ذلك هو عازف روبرت لانغ: عندما يتم سحب رؤوس الأصابع بعيداً عن جسمه، فإن الأيدي ستتحرك بما يشبه عزف الموسيقى.

### أوريغامي الأنماط
يتكون أوريغامي الأنماط بوضع عدد من القطع المتطابقة مع بعضها لتشيكل نموذج كامل. عادة الأجزاء الفردية بسيطة لكن التجميع النهائي قد يكون خادع. العديد من نماذج أوريغامي الأنماط هي كرات زينة مثل kusudama ، إلا أن التقنيات تختلف في أن kusudama يسمح بأن توضع القطع مع بعض باستخدام الخيط أو الصمغ.
يشمل طي الأوراق الصيني أسلوب يسمى طي المشروع الذهبي حيث مجموعة كبيرة من الأجزاء توضع مع بعض لعمل نماذج مفصلة. وهو في الغالب معروف بـ«أوريغامي 3D» إلا أن هذا الاسم لم يظهر حتى نشر موظفي Joie سلسلة من الكتب بعنوان «أوريغامي 3D»، «أوريغامي 3D أكثر» و«أوريغامي 3D أكثر وأكثر». أحياناً تستخدم النقود الورقية للنماذج. هذا الأسلوب يرجع إلى بعض الصينيين الاجئين أثناء احتجازهم في أمريكا ويسمى أيضاً طي المشروع الذهبي نسبة إلى السفينة التي جاؤوا عليها.

### الطي الرطب
الطي الرطب هو أسلوب أوريغامي لإنتاج نماذج بمنحنيات رقيقة بدلاً من الطيات المستقيمة الهندسية والأسطح المستوية. تبلل الورقة حتى يمكن تشكيلها بسهولة، ويبقى النموذج النهائي شكله عندما تجف، يمكن استخدامها على سبيل المثال، لإنتاج نماذج حيوانات بأشكال طبيعية الحجم، الذي هو مادة سريعة التماسك وقاس عندما يجف، لكن يذوب في الماء عندما يكون رطب ويكون رخو ومرن، غالباً يطبق على الورقة أما في المرحلة عندما يكون الورق رطباً، أو على سطح ورقة جاهزة. الطريقة الأخيرة تسمى تحجيم خارجي وشائع استخدام الميثيل أو MC أو اللصق أو أي نشا نباتي.

## حقوق الملكية والاخلاقيات
أصبحت حقوق النشر في تصاميم الأوريغامي واستخدام النماذج قضية مهمة بشكل متزايد في مجتمع الأوريغامي، حيث جعلت الإنترنت بيع وتوزيع تصاميم مقرصنة أمرًا سهلاً للغاية. يعتبر إيتيكيت جيد لاعتماد الفنان الأصلي والمجلد عند عرض نماذج اوريغامي. وقد ادعى أن جميع الحقوق التجارية للتصاميم والنماذج عادة ما تكون محفوظة من قبل الفنانين اوريغامي. ومع ذلك، فقد تم التشكيك في مدى إمكانية تنفيذ ذلك. وبموجب وجهة النظر هذه، يمكن للشخص الذي يطوي نموذجًا باستخدام تصميم تم الحصول عليه قانونيًا أن يعرض النموذج علانية ما لم تكن هذه الحقوق محفوظة على وجه التحديد، في حين أن تطويع تصميم للمال أو الاستخدام التجاري للصورة على سبيل المثال يتطلب موافقة.
ومع ذلك، فقد أكدت محكمة في اليابان أن طريقة الطي لنموذج الأوريغامي «تشتمل على فكرة وليست تعبيرًا إبداعيًا، وبالتالي فهي غير محمية بموجب قانون حقوق الطبع والنشر».[23] وعلاوة على ذلك، ذكرت المحكمة أن «طريقة طي الأوريغامي هي في المجال العام؛ لا يمكن للمرء تجنب استخدام نفس التجاعيد والثني القابلة للطي أو نفس الأسهم لإظهار الاتجاه الذي يتم فيه طي الورق». لذلك، من القانوني إعادة رسم الإرشادات المطوية لنموذج مؤلف آخر حتى إذا كانت الإرشادات المعاد توجيهها تشترك في أوجه التشابه مع الإرشادات الأصلية، طالما أن أوجه التشابه هذه «وظيفية في الطبيعة». ويجوز نشر التعليمات المعاد رسمها (وحتى بيعها) دون الحاجة إلى أي إذن من المؤلف الأصلي. يمكن القول إن القرار الياباني يتفق مع مكتب حقوق الطبع والنشر في الولايات المتحدة، والذي يؤكد أن «حقوق الطبع والنشر لا تحمي الأفكار أو المفاهيم أو الأنظمة أو طرق القيام بشيء ما».